# Molins-sur-Aube
Molins-sur-Aube är en kommun i departementet Aube i regionen Grand Est (tidigare regionen Champagne-Ardenne) i nordöstra Frankrike. Kommunen ligger  i kantonen Brienne-le-Château som ligger i arrondissementet Bar-sur-Aube. År 2022 hade Molins-sur-Aube 103 invånare.

## Befolkningsutveckling
Antalet invånare i kommunen Molins-sur-Aube
Referens: INSEE